# Ministri per gli affari regionali e le autonomie della Repubblica Italiana
I ministri per gli affari regionali e le autonomie della Repubblica Italiana si sono avvicendati dal 1970 (entrata in funzione delle 15 regioni a statuto ordinario) in poi, con diverse denominazioni e competenze.

## Lista
| Ministro | Ministro         | Ministro                       | Partito                                 | Governo          | Mandato          | Mandato          | Leg.  |
| Ministro | Ministro         | Ministro                       | Partito                                 | Governo          | Inizio           | Fine             | Leg.  |
| --- | ---------------- | ------------------------------ | --------------------------------------- | ---------------- | ---------------- | ---------------- | ----- |
| Problemi relativi all'attuazione delle Regioni |                  |                                |                                         |                  |                  |                  |       |
| |                  | Eugenio Gatto (1911-1981)      | Democrazia Cristiana                    | Rumor III        | 28 marzo 1970    | 6 agosto 1970    | V     |
| Colombo | 6 agosto 1970    | Eugenio Gatto (1911-1981)      | Democrazia Cristiana                    | 18 febbraio 1972 |                  |                  | V     |
| Andreotti I | 18 febbraio 1972 | Eugenio Gatto (1911-1981)      | Democrazia Cristiana                    | 26 giugno 1972   |                  |                  | V     |
| Affari regionali |                  |                                |                                         |                  |                  |                  |       |
| |                  | Fiorentino Sullo (1921-2000)   | Democrazia Cristiana                    | Andreotti II     | 26 giugno 1972   | 8 luglio 1973    | VI    |
| |                  | Mario Toros (1922-2018)        | Democrazia Cristiana                    | Rumor IV         | 8 luglio 1973    | 15 marzo 1974    | VI    |
| Rumor V | 15 marzo 1974    | Mario Toros (1922-2018)        | Democrazia Cristiana                    | 23 novembre 1974 |                  |                  | VI    |
| |                  | Tommaso Morlino (1925-1983)    | Democrazia Cristiana                    | Moro IV          | 23 novembre 1974 | 12 febbraio 1976 | VI    |
| Competenze non conferite (1976-1980). |                  |                                |                                         |                  |                  |                  |       |
| Affari regionali |                  |                                |                                         |                  |                  |                  |       |
| |                  | Roberto Mazzotta (1940)        | Democrazia Cristiana                    | Forlani          | 18 ottobre 1980  | 28 giugno 1981   | VIII  |
| |                  | Aldo Aniasi (1921-2005)        | Partito Socialista Italiano             | Spadolini I      | 28 giugno 1981   | 23 agosto 1982   | VIII  |
| Spadolini II | 23 agosto 1982   | Aldo Aniasi (1921-2005)        | Partito Socialista Italiano             | 1º dicembre 1982 |                  |                  | VIII  |
| |                  | Fabio Fabbri (1933-2024)       | Partito Socialista Italiano             | Fanfani V        | 1º dicembre 1982 | 4 agosto 1983    | VIII  |
| |                  | Pier Luigi Romita (1924-2003)  | Partito Socialista Democratico Italiano | Craxi I          | 4 agosto 1983    | 30 luglio 1984   | IX    |
| |                  | Carlo Vizzini (1947)           | Partito Socialista Democratico Italiano | Craxi I          | 30 luglio 1984   | 1º agosto 1986   | IX    |
| Craxi II | 1º agosto 1986   | Carlo Vizzini (1947)           | Partito Socialista Democratico Italiano | 18 aprile 1987   |                  |                  | IX    |
| |                  | Livio Paladin (1933-2000)      | Indipendente                            | Fanfani VI       | 18 aprile 1987   | 29 luglio 1987   | IX    |
| |                  | Aristide Gunnella (1931-2025)  | Partito Repubblicano Italiano           | Goria            | 29 luglio 1987   | 13 aprile 1988   | X     |
| Affari regionali e Problemi istituzionali |                  |                                |                                         |                  |                  |                  |       |
| |                  | Antonio Maccanico (1924-2013)  | Partito Repubblicano Italiano           | De Mita          | 13 aprile 1988   | 23 luglio 1989   | X     |
| Andreotti VI | 23 luglio 1989   | Antonio Maccanico (1924-2013)  | Partito Repubblicano Italiano           | 13 aprile 1991   |                  |                  | X     |
| Riforme istituzionali e affari regionali |                  |                                |                                         |                  |                  |                  |       |
| |                  | Mino Martinazzoli (1931-2011)  | Democrazia Cristiana                    | Andreotti VII    | 13 aprile 1991   | 28 giugno 1992   | X     |
| Coordinamento delle politiche comunitarie e affari regionali |                  |                                |                                         |                  |                  |                  |       |
| |                  | Raffaele Costa (1936)          | Partito Liberale Italiano               | Amato I          | 28 giugno 1992   | 21 febbraio 1993 | XI    |
| |                  | Gianfranco Ciaurro (1929-2000) | Partito Liberale Italiano               | Amato I          | 21 febbraio 1993 | 29 aprile 1993   | XI    |
| |                  | Valdo Spini (1946)             | Partito Socialista Italiano             | Ciampi           | 29 aprile 1993   | 5 maggio 1993    | XI    |
| |                  | Livio Paladin (1933-2000)      | Indipendente                            | Ciampi           | 5 maggio 1993    | 11 maggio 1994   | XI    |
| Funzione pubblica e affari regionali |                  |                                |                                         |                  |                  |                  |       |
| |                  | Giuliano Urbani (1937)         | Forza Italia                            | Berlusconi I     | 11 maggio 1994   | 17 gennaio 1995  | XII   |
| |                  | Franco Frattini (1957-2022)    | Indipendente                            | Dini             | 17 gennaio 1995  | 18 marzo 1996    | XII   |
| |                  | Giovanni Motzo (1930-2002)     | Indipendente                            | Dini             | 23 marzo 1996    | 18 maggio 1996   | XII   |
| |                  | Franco Bassanini (1940)        | Partito Democratico della Sinistra      | Prodi I          | 18 maggio 1996   | 21 ottobre 1998  | XIII  |
| Affari regionali |                  |                                |                                         |                  |                  |                  |       |
| |                  | Katia Bellillo (1951)          | Partito dei Comunisti Italiani          | D'Alema I        | 21 ottobre 1998  | 22 dicembre 1999 | XIII  |
| D'Alema II | 22 dicembre 1999 | Katia Bellillo (1951)          | Partito dei Comunisti Italiani          | 26 aprile 2000   |                  |                  | XIII  |
| |                  | Agazio Loiero (1940)           | Popolari UDEUR                          | Amato II         | 26 aprile 2000   | 11 giugno 2001   | XIII  |
| |                  | Enrico La Loggia (1947)        | Forza Italia                            | Berlusconi II    | 11 giugno 2001   | 23 aprile 2005   | XIV   |
| Berlusconi III | 23 aprile 2005   | Enrico La Loggia (1947)        | Forza Italia                            | 17 maggio 2006   |                  |                  | XIV   |
| Affari regionali e autonomie locali |                  |                                |                                         |                  |                  |                  |       |
| |                  | Linda Lanzillotta (1948)       | La Margherita Partito Democratico       | Prodi II         | 17 maggio 2006   | 8 maggio 2008    | XV    |
| Rapporti con le Regioni poi Regioni e coesione territoriale |                  |                                |                                         |                  |                  |                  |       |
| |                  | Raffaele Fitto (1969)          | Il Popolo della Libertà                 | Berlusconi IV    | 8 maggio 2008    | 16 novembre 2011 | XVI   |
| Turismo, sport e affari regionali |                  |                                |                                         |                  |                  |                  |       |
| |                  | Piero Gnudi (1938)             | Indipendente                            | Monti            | 25 novembre 2011 | 28 aprile 2013   | XVI   |
| Affari regionali e autonomie |                  |                                |                                         |                  |                  |                  |       |
| |                  | Graziano Delrio (1960)         | Partito Democratico                     | Letta            | 28 aprile 2013   | 22 febbraio 2014 | XVII  |
| |                  | Maria Carmela Lanzetta (1955)  | Partito Democratico                     | Renzi            | 22 febbraio 2014 | 30 gennaio 2015  | XVII  |
| Competenze riassorbite presso la Presidenza del Consiglio dei ministri (Presidente: Matteo Renzi (30 gennaio 2015 - 29 gennaio 2016)                             |                  |                                |                                         |                  |                  |                  |       |
| |                  | Enrico Costa (1969)            | Nuovo Centrodestra                      | Renzi            | 29 gennaio 2016  | 12 dicembre 2016 | XVII  |
| Affari regionali |                  |                                |                                         |                  |                  |                  |       |
| |                  | Enrico Costa (1969)            | Alternativa Popolare                    | Gentiloni        | 12 dicembre 2016 | 19 luglio 2017   | XVII  |
| Deleghe conferite al sottosegretario di Stato alla Presidenza del Consiglio dei ministri Gianclaudio Bressa (26 luglio 2017 - 1º giugno 2018, governo Gentiloni) |                  |                                |                                         |                  |                  |                  |       |
| Affari regionali e autonomie |                  |                                |                                         |                  |                  |                  |       |
| |                  | Erika Stefani (1971)           | Lega per Salvini premier                | Conte I          | 1º giugno 2018   | 5 settembre 2019 | XVIII |
| |                  | Francesco Boccia (1968)        | Partito Democratico                     | Conte II         | 5 settembre 2019 | 13 febbraio 2021 | XVIII |
| |                  | Mariastella Gelmini (1973)     | Forza Italia Azione                     | Draghi           | 13 febbraio 2021 | 22 ottobre 2022  | XVIII |
| |                  | Roberto Calderoli (1956)       | Lega per Salvini premier                | Meloni           | 22 ottobre 2022  | in carica        | XIX   |